# Об'єднання українців Росії
«Об'єднання українців Росії» (ОУР) — центральна координаційна організація для української національної меншини в Росії, створена в 1992 та зареєстрована в Міністерстві юстиції РФ в 1994 році. З 2009 року зазнає утисків з боку російської влади., у 2012 рішенням російського суду ліквідовано.

## Переслідування з боку російської влади
22 липня 2009 Міністерство юстиції Росії вирішило зробити аудит: тритижнева ревізія вказала на незначні порушення адміністративного характеру, як наприклад, потреба оновлення списку членів, деякі положення статуту з метою дотримання приписів законодавства Росії тощо Після отримання висновків комісії виконавча рада ОУР скликала нараду 12 вересня 2009 року, прийняла заходи, що вважалися необхідними, почала процес оновлення списків своїх членів, в тому числі — видалення неактивних членів. У той же час міністерство повідомило ОУР, що для усунення недоліків його діяльність буде призупинена до 2 травня 2010 року. Двічі, один раз у грудні 2009 року, а потім знову в березні 2010 року, ОУР писало в міністерство спростовуючи одні зауваження і консультуючись, які необхідні поправки, щоб виправити інші дефекти. Проте відповіді з боку міністерство не було.
10 грудня 2010 уряд Росії подає позов до Верховного суду РФ, щодо ліквідації ОУР. Позов посилається на російській закон і повторює п'ять виявлених аудитом порушень, зокрема те, що в його список входили автономні некомерційні організації, які не могли бути його членами, оскільки самі були автономними; що список членів сам по собі не добре документований; що її кваліфіковані члени не працюють у більш ніж половині регіонів РФ, як це необхідно, оскільки це всеросійське громадське об'єднання; що його статутні положення конкретно не передбачають обрання її керівних органів за кваліфікаційною більшістю; і, що в той час як закон вимагає, що членами громадського об'єднання можуть бути іноземні громадяни, але вони повинні бути на законній підставі на території РФ, то статут ОУР не містить такого обмеження..
21 травня 2011 року VI позачерговий з‘їзд Об‘єднання українців Росії обрав головою Ради ОУР Тараса ДУДКА, першим заступником голови — Віктора ГІРЖОВА.
Попередній з'їзд Об'єднання українців Росії проводився у 2006 році.
В ході нинішнього з‘їзду було заслухано звіт про роботу організації та обрано Раду і Правління ОУР. Уперше до цих керівних органів увійшли, окрім керівників регіональних відділень ОУР та інших її членів, також представник від Ради українських земляцтв Москви Вадим СОЛОВЙОВ та представник Українського молодіжного форуму Росії.
Крім того, на з‘їзді внесено та затверджено поправки до статуту Об‘єднання, які були рекомендовані Міністерством юстиції РФ.
Також ліквідовано інститут співголів ОУР (до цього часу їх було двоє) і введено посаду голови ОУР. Також введено інститут Почесних голів організації — ними обрано Валерія СЕМЕНЕНКА та Василя БАБЕНКА, які дотепер керували організацією.
Також відбувалися деякі суперечки між головами організацій та партій РФ. Валерій Бєлов, один з організаторів російського нац-руху «ДПНИ»(рос.) (Рух Проти Нелегальної Імміграції) заявив, що ОУР є недоречною організацією на теренах Росії.
18 травня 2012 року рішенням Верховного суду РФ Об'єднання українців Росії було ліквідовано (вів засідання суддя Микола Романенков, який ліквідував також Федеральну національно-культурну автономію українців Росії.)

## Стан інших об'єднань та закладів українців РФ
Переслідуванню з боку влади РФ також підпали інші організації та заклади. 17 квітня 2008 року — зупинено діяльність Українського освітнього центру при середній школі N124 (2008), під приводом відсутності дозвільних документів на саме існування Українського освітнього центру. Крім того іще з 2006 року під тиском Бібліотека української літератури в Москві, а також інше об'єднання українців Росії — Федеральна національно-культурна автономія українців в Росії (ліквідовано 24 листопада 2010 р.). Поточна схема ліквідації ОУР повторює схему ліквідації ФНКА УР.

## Позиція української влади
16 січня 2011 року. УНІАН оприлюднив заяву представника Міністерства закордонних справ України О.Волошина про те, що «МЗС України вже працює над тим, щоб допомогти українській громаді в Росії створити нову всеросійську впливову й ефективну громадську організацію, яка б захищала культурно-освітні та інші права етнічних українців, які є громадянами РФ. Українські дипломати в Росії в тісній взаємодії з громадськими активістами, які представляють українську діаспору, опрацьовують це питання. Недоліком ліквідованої раніше Федеральної національно-культурної автономії українців Росії був низький рівень активності (?!) більшості її учасників». Що викликало здивування ФНКА УР та ОУР, які очікували на допомогу з боку МЗС. Дані організації звернулися з відкритим листом до Організації з безпеки і співробітництва в Європі, Президента України, Верховної Ради, Кабінету Міністрів, Міністерства закордонних справ України, Світового Конґресу Українців, Української Всесвітньої Координаційної Ради, світової та української громадськості з проханням допомогти українській громаді Росії у відстоюванні своїх прав та свобод..